# Georges Oudard
Georges Oudard, né le 4 février 1889 à Paris, ville où il est mort le 21 avril 1971, est un journaliste, historien et écrivain français. Il prit une part active à la Résistance.

## Biographie
Georges Oudard naît le 4 février 1889 dans le 10e arrondissement de Paris.
Licencié ès lettres et diplômé de l’École du Louvre, il devient le secrétaire de Maurice Donnay puis journaliste peu avant 1914. Durant la Première Guerre mondiale, il est incorporé comme simple soldat.
En juillet 1919, il a épousé Germaine Lemaire.
En 1925, il écrit pour Le Nouveau Siècle, le quotidien fondé par Georges Valois, fondateur du mouvement politique Le Faisceau. En 1931, il donne à l’hebdomadaire Je suis partout deux enquêtes dont une sur « Ce que coûte la S.D.N. ». Sa dernière contribution remonte à 1932. Pour L'Illustration, il écrit des articles entre 1938 et 1940 : nommé directeur du magazine en février 1945, il tentera de le relancer sous un autre nom, France-Illustration, mais quittera ses fonctions en 1948.
Parallèlement, il se met à produire de nombreux essais sur des personnalités marquantes comme Pierre le Grand ou Cecil Rhodes.
Durant l'Occupation, il entre activement dans la Résistance. Il fonde deux organes de presse dont La France intérieure, parue d'abord clandestinement en 1944.
À la Libération, il devient membre de l'Assemblée consultative provisoire de Paris. Élu conseiller de l'Union française, il présida le groupe UFAS (Union française et d'action sociale), ancien nom du parti RPF. Il fut jusqu'à sa mort un proche du Général de Gaulle.
Il siége au Conseil économique et social de 1962 à 1969.
Il  meurt le 21 avril 1971 au sein de l'Hôpital Claude-Bernard dans le 19e arrondissement.

## Écrits
- Ma jeunesse, roman d'un homme d'aujourd'hui, 1922 - Prix Maillé-Latour-Landry de l’Académie française 1924
- Une élection, 1925
- La meilleure maîtresse, 1925
- Ressemblance, 1926
- La très curieuse vie de Law aventurier honnête homme, 1927
- (avec Dimitri Novik) Les chevaliers mendiants, [1928]
- Un excentrique en 1830, 1928
- Portrait de la Pologne, 1929
- Désir de l'amour, 1929
- La vie de Pierre le Grand, 1929 - Prix Jules-Davaine de l’Académie française 1930
- La Polonaise, [1930]
- L'Europe et nous : le problème russe. Où en est l'accord franco-soviétique ?, 1931
- La SDN et le conflit sino-japonais, 1931
- Vieille Amérique, 1931 - Prix d’Académie de l’Académie française 1933
- Attrait de Moscou, 1933
- Chasses féodales d'aujourd'hui. U.R.S.S., Pologne, Roumanie, 1934
- Portrait de la Roumanie, 1935
- Chemises noires, brunes, vertes en Espagne, 1938
- Croix gammée sur l’Europe centrale, 1938
- La reine Marie de Roumanie , 1939
- Cecil Rhodes, 1939
- Bienville : le père de la Louisiane, 1942
- Étapes vers la victoire, 1944
- (dir.) Union française, 1953-1958

## Sources
- Henry Coston (dir.), Dictionnaire de la politique française, tome 2, Paris, Publications Henry Coston, 1972, 782 p.